# Mystacinidae
Mystacinidae, noti anche come pipistrelli dalla coda corta della Nuova Zelanda, sono un'inusuale famiglia di pipistrelli microchiropteri. Questa famiglia contiene tre generi: Mystacina, l'unico genere vivente, e i due generi fossili Icarops e Vulcanops. Il genere Mystacina contiene due specie, una delle quali si ritiene si sia estinta negli anni '60. Questi animali sono pipistrelli di medie dimensioni, lunghi circa 6 centimetri (2,4 pollici), dalla pelliccia grigia e vellutata.

## Descrizione
I Mystacinidi sono una delle famiglie di pipistrelli più inusuali conosciute. Passano gran parte del loro tempo a terra, invece di volare, e sono unici nell'avere la possibilità di piegare le ali in una membrana coriacea quando non sono in volo. Un'altra caratteristica distintiva del gruppo è un'ulteriore proiezione su alcuni degli artigli, che li aiuta a scavare e/o arrampicarsi. Sono onnivori, mangiano frutta e carogne oltre ad artropodi terrestri. Si nutrono anche di polline e nettare, che sono in grado di raccogliere con le loro lingue estensibili. Di solito si scavano tane nel legno putrefatto, ma possono anche riposarsi in fessure delle rocce o nelle tane degli uccelli marini.
Molte vecchie fonti si riferiscono alle abitudini terrestri di questi pipistrelli come un tratto acquisito a causa dell'endemismo insulare, che si presume si sia evoluto a causa dell'assenza di mammiferi terrestri in Nuova Zelanda. Tuttavia, Icarops, un genere dell'Australia continentale, mostra adattamenti alla vita terrestre, suggerendo che si sia evoluto prima della colonizzazione della Nuova Zelanda, in un ambiente dominato da mammiferi terrestri come i marsupiali e i monotremi. Inoltre, le specie fossili di Saint Bathans coesistettero con altri mammiferi di Saint Bathans, suggerendo che la Nuova Zelanda non era priva di mammiferi terrestri quando questi pipistrelli arrivarono sulle isole per la prima volta.
Questi pipistrelli danno alla luce un singolo cucciolo ogni estate. Sono in grado di ibernarsi durante l'inverno.
Nel 2010, il Dipartimento di Conservazione ha scoperto un gatto randagio responsabile di aver ucciso oltre 100 pipistrelli dalla coda corta in soli sette giorni in un'area boschiva sul versante meridionale del Monte Ruapehu.

## Specie
- Pipistrello dalla coda corta della Nuova Zelanda maggiore, Mystacina robusta (ritenuto estinto)
- Pipistrello dalla coda corta della Nuova Zelanda minore, Mystacina tuberculata

La famiglia Mystacinidae contiene anche il genere estinto Icarops noto da fossili risalenti all'Oligocene e Miocene ritrovati in Australia, così come diversi fossili della contemporanea Fauna di San Bathan in Nuova Zelanda. I fossili più antichi e non ambigui del genere vivente risalgono al tardo Pleistocene della Nuova Zelanda, sebbene la suddetta specie di San Bathan possa appartenere al genere. Un secondo genere estinto, Vulcanops, visse simpaticamente con Mystacina in Nuova Zelanda nel Miocene fino alla sua estinzione durante il Pleistocene. Lo studio che descrive Vulcanops rende anche Icarops parafiletico per quanto riguarda il resto della famiglia.
Sembra che i Mystacini siano un vecchio lignaggio gondwanico; essi si diversificarono da altri gruppi di pipistrelli all'interno di Noctilionoidea (un gruppo principalmente Gondwanico che includeva altrimenti Noctilionidae, Phyllostomidae e Mormoopidae) circa 51-41 milioni di anni fa.